# パク・シウ
パク・シウ（Park Si Woo、1991年6月26日 - ）は、大韓民国の女性総合格闘家。釜山広域市出身。KRAZY BEE所属。現DEEP JEWELSストロー級王者。
アメリカ老舗MMAサイト・SHERDOGの女子世界アトム級ランキングで2位にランキングされている（2023年12月付）。キャリア最高位はSHERDOG・Fight Matrix共に、世界ランク2位（2022-2023）。

## 来歴
中学3年生から大学生1年生までは、韓国の国技であるテコンドーを習う。大学卒業後にキックボクシングに出会うと数々の大会に出場し、WAKO王座を獲得するなど、韓国の女子キックボクシング界で名を馳せた。
地元の釜山に戻ってきた際に、大学の先輩がいるTEAM MADに練習に行ったことがきっかけで、総合格闘家に転身することを決意する。
2017年9月23日、総合格闘技デビュー戦となったROAD FC 042にてパク・ジョンウンと対戦し、0-3の判定負けを喫した。
2020年12月19日、DEEP JEWELS 31で大島沙緒里と対戦し、判定勝ちを収めた。
2021年3月7日、DEEP JEWELS 32で行われたDEEP JEWELSアトム級GPの1回戦でにっせーに判定勝ち。
2021年6月20日、DEEP JEWELS 33の準決勝で大島沙緒里と再戦し、腕ひしぎ十字固めで1R一本負けを喫した。
2021年10月23日、DEEP 104 IMPACTで伊澤星花と対戦し、判定負けを喫した。

### RIZIN
2021年12月31日、RIZIN初出場となったRIZIN.33にてRENAと対戦し、3-0の判定勝ちを収めた。
2022年7月31日、RIZIN.37のスーパーアトム級ワールドグランプリ1回戦で浅倉カンナと対戦し、3-0の判定勝ちを収め、準決勝に進出した。
2022年9月25日、RIZIN.38のスーパーアトム級ワールドグランプリ準決勝で浜崎朱加と対戦し、3Rにパンチでダウンを奪うなどして3-0の判定勝ちを収め、決勝戦に進出した。
2022年12月31日、RIZIN.40のスーパーアトム級ワールドグランプリ決勝で伊澤星花と対戦。DEEP 104 IMPACT以来約1年2ヶ月ぶりに再戦を果たすも、1-2の判定負けを喫しリベンジに失敗、トーナメント準優勝となった。
2024年5月26日、DEEP JEWELS 45で行われたストロー級暫定王座決定戦で万智と対戦し、判定勝ちで暫定王座獲得。
2025年7月11日、第3代DEEP JEWELSストロー級王者の伊澤星花が王座を返上したため、シウは同日付で第4代DEEP JEWELSストロー級王者に正規認定された。

## 戦績

### 総合格闘技
| 総合格闘技 戦績 | 総合格闘技 戦績 | 総合格闘技 戦績 | 総合格闘技 戦績 | 総合格闘技 戦績 | 総合格闘技 戦績 | 総合格闘技 戦績 |
| --------------- | --------------- | --------------- | --------------- | --------------- | --------------- | --------------- |
| 17 試合         | (T)KO           | 一本            | 判定            | その他          | 引き分け        | 無効試合        |
| 12 勝           | 2               | 0               | 10              | 0               | 0               | 0               |
| 5 敗            | 0               | 1               | 4               | 0               | 0               | 0               |

| 勝敗 | 対戦相手                 | 試合結果                    | 大会名                                                         | 開催年月日     |
| ○    | 万智                     | 5分3R終了 判定4-1           | DEEP JEWELS 45 【DEEP JEWELS ストロー級暫定王座決定戦】        | 2024年5月26日  |
| ○    | プリンセス・ザ・ロケット | 1R TKO 2:07 （パウンド）    | DEEP 117 IMPACT                                                | 2023年12月10日 |
| ○    | HIME                     | 5分3R終了 判定3-0           | DEEP JEWELS 42                                                 | 2023年9月10日  |
| ×    | 伊澤星花                 | 5分3R終了 判定1-2           | RIZIN.40 【RIZIN女子スーパーアトム級ワールドグランプリ決勝】   | 2022年12月31日 |
| ○    | 浜崎朱加                 | 5分3R終了 判定3-0           | RIZIN.38 【RIZIN女子スーパーアトム級ワールドグランプリ準決勝】 | 2022年9月25日  |
| ○    | 浅倉カンナ               | 5分3R終了 判定3-0           | RIZIN.37 【RIZIN女子スーパーアトム級ワールドグランプリ1回戦】  | 2022年7月31日  |
| ○    | 古賀愛蘭                 | 5分3R終了 判定3-0           | DEEP CAGE IMPACT IN OSAKA 2022                                 | 2022年4月10日  |
| ○    | RENA                     | 5分3R終了 判定3-0           | RIZIN.33                                                       | 2021年12月31日 |
| ×    | 伊澤星花                 | 5分3R終了 判定0-3           | DEEP 104 IMPACT                                                | 2021年10月23日 |
| ×    | 大島沙緒里               | 1R 2:28 腕ひしぎ十字固め    | DEEP JEWELS 33 【DEEP JEWELSアトム級GP 準決勝】                | 2021年6月20日  |
| ○    | にっせー                 | 5分2R終了 判定5-0           | DEEP JEWELS 32 【DEEP JEWELSアトム級GP 一回戦】                | 2021年3月7日   |
| ○    | 大島沙緒里               | 5分3R終了 判定3-0           | DEEP JEWELS 31                                                 | 2020年12月19日 |
| ○    | 青野ひかる               | 1R 3:40 TKO（右ストレート） | DEEP 93 IMPACT                                                 | 2019年12月15日 |
| ○    | チェ・ジェ               | 5分2R終了 判定3-0           | Kaiser02 Climb Up                                              | 2018年12月8日  |
| ○    | 富松恵美                 | 5分3R終了 判定3-0           | DEEP 85 IMPACT                                                 | 2018年8月26日  |
| ×    | 沙弥子                   | 5分2R終了 判定0-3           | GRACHAN 35                                                     | 2018年5月27日  |
| ×    | パク・ジョンウン         | 5分2R終了 判定0-3           | ROAD FC 042                                                    | 2017年9月23日  |

### キックボクシング
| 勝敗 | 対戦相手       | 試合結果          | 大会名    | 開催年月日   |
| ×    | ぱんちゃん璃奈 | 2分3R終了 判定0-3 | REBELS.61 | 2019年6月9日 |

## 獲得タイトル
- RIZIN FIGHTING WORLD GRAND-PRIX 2022 女子スーパーアトム級ワールドグランプリ 準優勝（2022年）
- DEEP JEWELSストロー級暫定王座（2024年）
- 第4代DEEP JEWELSストロー級王座（2025年）